# Joseph L. Taylor
Pour les articles homonymes, voir Joseph Taylor.
Joseph Lawrence Taylor (7 avril 1941 - 28 juillet 2016) est un mathématicien américain  spécialisé dans les algèbres de Banach et l'analyse harmonique non commutative.

## Formation et carrière
Taylor obtient de l'Université d'État de Louisiane son bachelor en 1963 et son doctorat en 1964 sous la direction de Pasquale Porcelli avec une thèse intitulée The structure of convolution measure algebras. De 1964 à 1965, il est instructeur Benjamin Peirce à l'université Harvard. Il devient en 1965 professeur adjoint et en 1971 professeur titulaire à l'université de l'Utah. À l'Université d'Utah, Taylor est de 1979 à 1982 directeur du département de mathématiques, de 1985 à 1987 doyen du College of Science (en) et de 1987 à 1990 vice-président des affaires académiques.

## Prix et distinctions
En 1974, il est conférencier invité au Congrès international des mathématiciens à Vancouver, Colombie-Britannique, Canada. En 1975, il reçoit pour son article Measure algebras le prix Leroy P. Steele. 

## Publications (sélection)
- Taylor, « The structure of convolution measure algebras », Trans. Amer. Math. Soc., vol. 119, no 1,‎ 1965, p. 150–166 (ISSN 0002-9947, DOI 10.2307/1994236, JSTOR 1994236)
- Measure algebras, Providence, Rhode Island, American Mathematical Society, coll. « Conference Board of the Mathematical Sciences, Regional conference series in mathematics, vol. 16 », 1973 (ISBN 0-8218-1666-7, lire en ligne); reprint, 1979.
- Several complex variables with connections to algebraic geometry and Lie groups, Providence, Rhode Island, American Mathematical Society, coll. « Graduate studies in mathematics, vol. 46 », 2002 (ISBN 0-8218-3178-X, lire en ligne)
- Complex variables, Providence, Rhode Island, American Mathematical Society, coll. « Pure and applied undergraduate texts, vol.16 », 2011 (ISBN 978-0-8218-6901-7, lire en ligne)
- Foundations of Analysis, Providence, Rhode Island, American Mathematical Society, coll. « Pure and applied undergraduate texts, vol. 18 », 2012 (ISBN 978-0-8218-8984-8, lire en ligne)[6]